# حبیب‌آباد (برخوار)
حَبیب‌آباد یکی از شهرهای شهرستان برخوار از توابع استان اصفهان در مرکز ایران است.

## تاریخچه
حبیب آباد که به نام هباد نیز خوانده می‌شود، از قدیمی‌ترین شهرهای منطقه برخوار محسوب می‌گردد.

## موقعیت و مشخصات
شهر حبیب آباد دارای طول جغرافیایی ۵۱درجه و۴۶دقیقه و۵۰ثانیهٔ شرقی و۳۲درجه و۴۹دقیقه و ۱۲ثانیه شمالی قرار دارد. محدوده شهری حبیب آباد از جنوب به شهر اصفهان از شمال به شهر کمشچه از شرق به مناطق کوهستانی و از غرب به شهر دولت‌آباد محدود می‌شود. این شهر در ۱۰ کیلومتری شمال شرقی شهر اصفهان واقع شده‌است.
درایام قدیم به دلیل وجود معادن نمک (در زبان محلی:گود نمک) فراوان و سرشار از نمک مرغوب شغل بسیاری از اهالی این شهر استخراج وفروش نمک به سایر شهرها بوده‌است که با احداث فرودگاه این معادن در محدوده فرودگاه قرار گرفتند و از برداشت نمک توسط اهالی جلوگیری به عمل آمد که این امر خود باعث تغییر شغل بسیاری از اهالی به کارگری فرودگاه شد. هم‌اکنون هم شغل وکار اصلی مردم حبیب آباد کشاورزی - دامداری - و کارمند سازمان‌هایی مانند آموزش پرورش، هسا، دانشگاه اصفهان و ارتش می‌باشد.
از جمله مکان‌های دیدنی و تاریخی این شهر:
پارک جنگلی بزرگ حبیب آباد :
این پارک بزرگ ۲۴۰ هکتاری در زمان تصدی قوام صانعی، شهردار وقت حبیب آباد، درختکاری شد و امروزه این پارک بزرگ دارای درختان زیادی (عمدتا کاج و اقاقیا) است. درون این پارک ساختمان‌هایی در یک مجموعه تالار فرهنگی-اجتماعی برای برگزاری مراسم گوناگون در نظر گرفته شده‌است. که هم اکنون توسط شهرداری محترم در حال خشکسازی و از بین بردن  آن در جهت تفکیک و فروش زمین های مسکونی میباشد.
حمام تاریخی :
در مرکز شهر حمامی تاریخی وجود دارد که طی سال‌های گذشته توسط شهرداری دیوار بیرونی آن بهسازی شد.
امام زاده عبدالمومن :
تنها امامزاده شهر حبیب آباد که در محله پایین این شهر واقع شده‌است. مزار شهدای دفاع مقدس حبیب آباد در جوار این امامزاده است.
تکایا و حسینه‌های مذهبی :
این شهر چهار تکیه دارد. تکیه امام حسین (ع) واقع در محله بالا، دو تکیه در محله پایین، و تکیه قائم در محله پاریس چهار تکیه مذهبی شهر هستند که در ایام مذهبی و به خصوص محرم مراسم تعزیه برگزار می‌کنند.
قنات‌های تاریخی :
قنات‌های طویل و بزرگی در قدیم از شهر حبیب آباد عبور می‌کردند که امروزه نیز می‌توان بقایای آن را در اطراف شهر مشاهده کرد.

حبیب آباد از موقعیت جغرافیایی و ارتباطی بهتری نسبت به سایر شهرهای شهرستان برخوردار است. عبور بزرگراه اردستان-اصفهان و آزادراه کنارگذرشرق اصفهان نشان از جایگاه ارتباطی مناسب این شهر است. 

کشاورزان حبیب آباد

از سوغات این شهر می‌توان به نان خشکه و نرمه محلی آن که در تنورهای گلی پخته می‌شود و در کل استان اصفهان زبانزد عام و خاص است نام برد.

## جمعیت
جمعیت حبیب آباد بر طبق سرشماری سال ۱۳۹۰ هجری شمسی برابر با ۹۴۴۴ نفر بوده‌است.
بر طبق سرشماری جمعیت سال ۱۳۹۵ هجری شمسی جمعیت حبیب آباد ۹۴۹۱ نفر برآورد شده که نشان دهنده این است که جمعیت شهر حبیب آباد در ۵ سال گذشته فقط ۴۷ نفر افزایش یافته‌است. 

## اقتصاد
حبیب آباد به دلیل نزدیکی به شهرک صنعتی دولت آباد در زمینه فرآوری سنگ ساختمانی فعال شده است و دارای چندین کارخانه سنگ می‌باشد. گروه اصفهان کوبیک نیز در این شهرستان یک واحد تولید سنگ کوبیک دارا می‌باشد.
برخی از مشاهیر و بزرگان حبیب آباد
- محمدعلی مکرم حبیب آبادی : حمدعلی مُکَرَّم حبیب آبادی شاعر هجوسرای ایرانی بود که شعرهای خود را با لهجهٔ اصفهانی در روزنامهٔ صدای اصفهان چاپ می‌کرد.
- آیت الله حاج شیخ عباسعلی ادیب حبیب آبادی استاد حوزه و منجم و فقیه نامی مشهور به شیخ بهایی زمان
- آیت الله معلم میرزا محمد علی معلم حبیب آبادی فقیه و مورخ
- آیت الله شیخ علی محمد فقیه حبیب آبادی استاد حوزه و فقیه
- آیت الله عالم حبیب آبادی استاد حوزه و فقیه
- حجت الاسلام حاج سید علی مؤمنی از شاگردان امام خمینی ره و مؤسس حوزه علمیه اهل البیت ع حبیب آباد
- حجت الاسلام و المسلمین حاج سید رضا مؤمنی ره از شاگردان امام خمینی ره و از روحانیون انقلابی و مجاهد و مبلغین مکتب تشیع